# Marc Degryse
Marc Gabriel Degryse, född 4 september 1965, är en belgisk före detta professionell fotbollsspelare som spelade som anfallare för fotbollsklubbarna Club Brugge, Anderlecht, Sheffield Wednesday, PSV Eindhoven, Gent och Germinal Beerschot mellan 1983 och 2002. Han spelade också 63 landslagsmatcher för det belgiska fotbollslandslaget mellan 1984 och 1996.

## Titlar
| Club Brugge - Ligamästerskap (1) - Belgiska cupen (1) - Belgiska Supercupen (2) | Anderlecht - Ligamästerskap (4) - Belgiska cupen (1) - Belgiska Supercupen (2) | PSV Eindhoven - Eredivisie (2) - Johan Cruijff Schaal (1) |